# Eupithecia selinata
Eupithécie du persil
Espèce
Eupithecia selinata, l’Eupithécie du persil, est une espèce européenne et asiatique de lépidoptères (papillons) de la famille des Geometridae.

## Description
L'imago a une envergure de 19 à 22 mm. Les ailes antérieures et postérieures sont brun grisâtre foncé.
Il y a une génération par an avec des imagos en vol de fin mai à août.

## Répartition
On trouve Eupithecia selinata du Japon à travers l'oblast de l'Amour, la Sibérie, l'Oural, le Caucase et la Russie jusqu'en Europe occidentale et du sud de la Fennoscandie aux Alpes.

## Écologie
La chenille consomme les plantes des espèces Aegopodium podagraria, Angelica sylvestris, Anthriscus sylvestris, Bupleurum falcatum, Chaerophyllum temulum, Heracleum sphondylium, Laserpitium latifolium, Peucedanum cervaria, Peucedanum oreoselinum, Peucedanum palustre, Pimpinella major, Pimpinella saxifraga, Selinum carvifolia.